# Su-37
Su-37 (ros. Cy-37) – myśliwiec wielozadaniowy produkcji rosyjskiej. Rozwinięcie myśliwca Su-27 generacji 4+. Projekt wstrzymano.

## Historia
Samolot powstał jako modyfikacja Su-27M w oparciu o doświadczenia wynikające z projektu MiG MFI. W konstrukcji zastosowano wektorowe sterowanie ciągiem, przednie usterzenie poziome, nowy radar N011M z anteną ze skanowaniem fazowym, nowe uzbrojenie oraz zmodyfikowaną kabinę pilota. Głównym konstruktorem jest Władimir Konochow. Na początku nosił oznaczenie T-10M-11. Pierwszy prototyp ma boczny numer „711”. Pierwszy oblot tego samolotu miał miejsce w 2 kwietnia 1996, natomiast pierwsza publiczna prezentacja odbyła się na lotnisku Tuszyno w Moskwie podczas święta lotnictwa w sierpniu tego samego roku. W tym samym roku został zaprezentowany na targach Farnborough 1996 przez pilota Eugeniusza Frołowa (Rosja).